# Światowy Dzień Środków Społecznego Przekazu
Światowy Dzień Środków Społecznego Przekazu – doroczne obchody w Kościele katolickim, ustanowione z inicjatywy Soboru Watykańskiego II. Co roku mają inny temat wybrany przez papieża, który wydaje z tej okazji orędzie, poruszające różne problemy związane z tematyką środków masowego przekazu.
Światowy Dzień Środków Społecznego Przekazu jest jedynym wydarzeniem tego rodzaju o zasięgu międzynarodowym.

## Idea i obchody
Idea Światowego Dnia Środków Społecznego Przekazu została sformułowana w soborowym Dekrecie o środkach społecznego przekazu Inter mirifica z 4 grudnia 1963. W punkcie 18 czytamy:
"W celu skuteczniejszego umacniania różnorodnych form apostolstwa w zakresie środków społecznego przekazu, zgodnie z postanowieniem biskupów, należy ustanowić we wszystkich diecezjach świata dzień, w którym każdego roku wierni będą pouczani o swoich obowiązkach pod tym względem, zachęcani do zanoszenia w tej intencji modlitw i do składania na ten cel ofiar, które winny być przeznaczane na organizowanie i utrzymywanie instytucji i przedsięwzięć, popieranych na tym polu przez Kościół, stosownie do potrzeb świata katolickiego".
Pierwszy raz Dzień Środków Społecznego Przekazu obchodzono w niedzielę 7.05.1967 r. na polecenie papieża Pawła VI. Papież ogłosił z tej okazji orędzie.
W większości krajów Dzień ten obchodzony jest w niedzielę przed uroczystością Zesłania Ducha Świętego. Episkopaty krajowe mogą jednak określać własne terminy tego Dnia. W Polsce obchody przypadają na trzecią niedzielę września.
W dniu 2 kwietnia 1964 r. została ustanowiona Papieska Komisja ds. Środków Społecznego Przekazu, która kontynuowała działalność kilku innych instytucji watykańskich, powołanych zwłaszcza przez Piusa XII. Od 1 marca 1989 r. działa jako Papieska Rada Środków Społecznego Przekazu.
W Konferencji Episkopatu Polski istnieje Rada do spraw Środków Społecznego Przekazu. Obecnie (2020) jej przewodniczącym jest abp Wacław Depo, a członkami biskupi Tadeusz Bronakowski, Adam Lepa i Józef Szamocki.

## Hasła i orędzia
Początkowo orędzie ukazywało się bezpośrednio przed obchodami. Od obchodów 20. Dnia Środków Społecznego Przekazu (1986 r.) orędzie ogłaszane jest 24 stycznia (wspomnienie św. Franciszka Salezego, patrona pisarzy katolickich i dziennikarzy). Natomiast hasło Dnia jest ogłaszane 29 września (święto świętych archaniołów: Michała, Rafała i Gabriela – ten ostatni jest patronem radiowców). Takie wyprzedzenie pozwala episkopatom i diecezjom przygotować własne obchody, uwzględniające treść aktualnego orędzia.
Papież Paweł VI ogłosił 12 orędzi, Jan Paweł II – 27, Benedykt XVI – 8. Papież Franciszek kontynuuje tę tradycję.

## Hasła Światowych Dni Środków Społecznego Przekazu
Paweł VI
01. Środki społecznego przekazu ważnymi elementami cywilizacji – 1967

02. Prasa, kino, radio i telewizja w służbie postępu ludzkości – 1968

03. Środki społecznego przekazu a rodzina – 1969

04. Środki masowego przekazu i młodzież – 1970

05. Środki masowego przekazu w służbie jedności ludzkiej – 1971

06. Środki masowego przekazu w służbie prawdy – 1972

07. Środki masowego przekazu a umocnienie i propagowanie wartości duchowych – 1973

08. Środki społecznego przekazu i ewangelizacja – 1974

09. Środki społecznego przekazu i pojednanie – 1975

10. Środki społecznego przekazu wobec podstawowych praw i obowiązków człowieka – 1976

11. Środki społecznego przekazu: korzyści – niebezpieczeństwa – odpowiedzialność – 1977

12. Odbiorcy środków społecznego przekazu, ich oczekiwania, prawa i obowiązki – 1978
Jan Paweł II
13. Środki społecznego przekazu w służbie ochrony i rozwoju dziecka w rodzinie i w społeczeństwie – 1979

14. Rodzina wobec środków społecznego przekazu – 1980

15. Środki społecznego przekazu w służbie odpowiedzialnej wolności człowieka – 1981

16. Środki społecznego przekazu a problemy ludzi starszych – 1982

17. Środki społecznego przekazu w służbie pokoju – 1983

18. Środki społecznego przekazu pomostem pomiędzy wiarą i kulturą – 1984

19. Środki społecznego przekazu w służbie chrześcijańskiej promocji młodzieży – 1985

20. Kształtowanie opinii publicznej – 1986

21. Środki społecznego przekazu w służbie sprawiedliwości i pokoju – 1987

22. Środki społecznego przekazu w służbie braterstwa i solidarności – 1988

23. Religia w środkach przekazu – 1989

24. Misja Kościoła w erze komputerów – 1990

25. Środki społecznego przekazu w służbie jedności i postępu rodziny ludzkiej – 1991

26. Niech Bóg obdarzy mocą i wsparciem katolików działających w świecie środków społecznego przekazu! – 1992

27. Rola kaset magnetofonowych i magnetowidowych w kształtowaniu kultury i sumieni – 1993

28. Telewizja w rodzinie: kryteria właściwego wyboru programów – 1994

29. Kino nośnikiem kultury i wartości – 1995

30. Współczesne środki przekazu w służbie postępu kobiety w społeczeństwie – 1996

31. Głosić Jezusa – Drogę, Prawdę i Życie – 1997

32. Z pomocą Ducha Świętego głosimy nadzieję – 1998

33. Środki przekazu cenną pomocą dla tych, którzy szukają Ojca – 1999

34. Głosić Chrystusa na progu nowego tysiąclecia – 2000

35. Rozgłaszajcie to na dachach: Ewangelia w epoce globalnej komunikacji – 2001

36. Internet: nowe forum głoszenia Ewangelii – 2002

37. Środki społecznego przekazu w służbie prawdziwego pokoju w świetle encykliki 'Pacem in terris' – 2003

38. Media w rodzinie: ryzyko i bogactwo – 2004

39. Środki przekazu w służbie porozumienia między narodami – 2005
Benedykt XVI
40. Środki przekazu: sieć komunikacji, jedności i współpracy – 2006

41. Dzieci i środki komunikowania – wyzwanie dla edukacji – 2007

42. Środki społecznego przekazu na rozdrożu między gwiazdorstwem a służbą. Szukać prawdy, by się nią dzielić – 2008

43. Nowe technologie, nowe relacje. Trzeba rozpowszechniać kulturę szacunku, dialogu i przyjaźni – 2009

44. Kapłan i duszpasterstwo w cyfrowym świecie: nowe media w służbie Słowa – 2010

45. Prawda, przepowiadanie i autentyczność życia w erze cyfrowej – 2011

46. Milczenie i słowo drogą ewangelizacji – 2012

47. Portale społecznościowe: bramy prawdy i wiary; nowe przestrzenie dla ewangelizacji – 2013
Franciszek
48. Przekaz w służbie autentycznej kultury spotkania – 2014

49. Przekaz ukazujący rodzinę jako sprzyjające środowisko spotkania w bezinteresownej miłości – 2015

50. Komunikacja i Miłosierdzie – owocne spotkanie – 2016

51. «Nie lękaj się, bo jestem z tobą» (Iz 43, 5). Przekazujmy nadzieję i ufność w naszych czasach – 2017

52. «Prawda was wyzwoli» (J 8, 32). Fake news a dziennikarstwo pokoju – 2018

53. «Wszyscy tworzymy jedno» (Ef 4, 25). Od wirtualnych wspólnot społecznościowych do wspólnot ludzkich – 2019

54. «Obyś mógł opowiadać i utrwalić w pamięci» (por. Wj 10, 2). Życie staje się historią – 2020